# Premiul Grammy pentru cea mai bună interpretare vocală pop masculină
Premiul Grammy pentru cea mai bună interpretare vocală pop masculină a fost acordat între anii 1966 și 2011 (în ultimul an a fost acordat pentru înregistrări lansate în 2010). De-a lungul timpului, premiul a fost cunoscut sub mai multe nume cu câteva schimbări minore:
- În 1966, premiul a fost cunoscut sub denumirea de cea mai bună interpretare vocală contemporană (R&R) - masculină

- În 1967, premiul a fost combinat cu echivalentul său pentru femei sub, numindu-se Premiul Grammy pentru cea mai bună interpretare vocală contemporană (R&R) solo - masculin și feminin.

- În 1968, a fost acordat sub numele de cea mai bună interpretare vocală contemporană solo masculină

- În 1969, a fost acordat sub numele de cea mai buna interpretare vocală contemporană-pop, masculină

- Între 1970 și 1971, a fost acordat sub numele de cea mai bună interpretare vocală contemporană, masculină

- Între 1972 și 1994, a fost acordat sub numele de cea mai bună interpretare vocală pop, masculină

- Începând cu anul 1995, a fost acordat sub numele de  cea mai bună interpretare vocală pop masculină

Premiul este împărțit în anul 2012 în mai multe categorii Grammy. Începând cu acest an, toate interpretările solo din categoria pop (masculin, femini, instrumentalist) vor di mutate într-o nouă categorie, cea mai bună interpretare pop solo.
Un premiu asemnănător pentru cea mai bună interpretare vocală, masculină a fost acordat între 1959 și 1968. Acesta aparținea de asemenea domeniului de muzică pop, însă fără a fi specificat numele genului muzical.
Anii reflectă când au fost prezentate premiile Grammy, pentru interpretări lansate în anul precedent.
John Mayer, Sting și Stevie Wonder sunt cei mai mari câștigători ai acestei categorii, cu patru premii de fiecare.

## Câștigători

### Anii '50 și '60
- 1959 : Perry Como pentru Catch A Falling Star
- 1960 : Frank Sinatra pentru Come Dance with Me!
- 1961 : Ray Charles pentru Georgia on My Mind et The Genius of Ray Charles
- 1962 : Jack Jones pentru Lollipops And Roses
- 1963 : Tony Bennett pentru I Left My Heart in San Francisco
- 1964 : Jack Jones pentru Wives And Lovers
- 1965 : Louis Armstrong pentru Hello, Dolly!
- 1966 : Frank Sinatra pentru It Was a Very Good Year
- 1967 : Frank Sinatra pentru Strangers in the Night
- 1968 : Glen Campbell pentru By the Time I Get to Phoenix
- 1969 : Jose Feliciano pentru Light My Fire

### Anii '70
- 1970 : Harry Nilsson pentru  Everybody's Talkin'
- 1971 : Ray Stevens pentru  Everything Is Beautiful
- 1972 : James Taylor pentru  You've Got a Friend
- 1973 : Harry Nilsson pentru  Without You
- 1974 : Stevie Wonder pentru  You Are the Sunshine of My Life
- 1975 : Stevie Wonder pentru Fulfillingness' First Finale
- 1976 : Paul Simon pentru  Still Crazy After All These Years
- 1977 : Stevie Wonder pentru  Songs in the Key of Life
- 1978 : James Taylor pentru Handy Man
- 1979 : Barry Manilow pentru Copacabana (At the Copa)

### Anii '80
- 1980 : Billy Joel pentru 52nd Street
- 1981 : Kenny Loggins pentru This Is It
- 1982 : Al Jarreau pentru Breakin' Away
- 1983 : Lionel Richie pentru Truly
- 1984 : Michael Jackson pentru Thriller
- 1985 : Phil Collins pentru Against All Odds (Take a Look at Me Now)
- 1986 : Phil Collins pentru No Jacket Required
- 1987 : Steve Winwood pentru Higher Love
- 1988 : Sting pentru Bring on the Night
- 1989 : Bobby McFerrin pentru Don't Worry, Be Happy

### Anii '90
- 1990 : Michael Bolton pentru How Am I Supposed to Live Without You
- 1991 : Roy Orbison pentru Oh, Pretty Woman (live)
- 1992 : Michael Bolton pentru When a Man Loves a Woman
- 1993 : Eric Clapton pentru Tears in Heaven
- 1994 : Sting pentru If I Ever Lose My Faith in You
- 1995 : Elton John pentru Can You Feel the Love Tonight
- 1996 : Seal pentru Kiss from a Rose
- 1997 : Eric Clapton pentru Change the World
- 1998 : Elton John pentru Candle in the Wind 1997
- 1999 : Eric Clapton pentru My Father's Eyes

### Anii 2000
- 2000 : Sting pentru Brand New Day
- 2001 : Sting pentru She Walks This Earth
- 2002 : James Taylor pentru Don't Let Me Be Lonely Tonight
- 2003 : John Mayer pentru Your Body Is a Wonderland
- 2004 : Justin Timberlake pentru Cry Me a River
- 2005 : John Mayer pentru Daughters
- 2006 : Stevie Wonder pentru From the Bottom of My Heart
- 2007 : John Mayer pentru Waiting on the World to Change
- 2008 : Justin Timberlake pentru What Goes Around... Comes Around
- 2009 : John Mayer pentru Say

### Anii 2010
- 2010 : Jason Mraz pentru Make It Mine
- 2011 : Bruno Mars pentru Just the Way You Are